# Вовчківська сільська рада (Снятинський район)
| Вовчківська сільська рада — колишній орган місцевого самоврядування у Снятинському районі Івано-Франківської області з адміністративним центром у с. Вовчківці.} Водоймища на території, підпорядкованій даній раді: річка Прут, Чорнява. Сільській раді були підпорядковані населені пункти: - с. Вовчківці |

## Склад ради
Рада складалася з 14 депутатів та голови.